# Gymnasium Süd
Das Gymnasium Süd ist ein Gymnasium im Stadtteil Sachsenhausen von Frankfurt am Main. Die Schule ist zurzeit auf zwei Interimsstandorte aufgeteilt: die Jahrgangsstufen 5 und 6 werden in der früheren Wallschule in der Diesterwegstraße unterrichtet, die Stufen 7 bis 9 in einer Containeranlage im 1,2 Kilometer entfernten Tiroler Park in der Nähe der S-Bahn-Station Stresemannallee.

## Geschichte
Das Gymnasium Süd wurde 2022 gegründet und zog im September in die ehemalige Wallschule in der Nähe des Schweizer Platzes. Ursprünglich war geplant, dass die Schule nur für die Schuljahre 2022/23 und 2023/24 im früheren Wallschul-Gebäude bleibt und dann an seinen endgültigen Standort zieht, das frühere Behördenzentrum der Stadt Frankfurt an der Seehofstraße und der Gerbermühlstraße. Die Gebäude der Wallschule boten nur Platz für maximal drei Jahrgangsstufen.
2023 wurde der Umzugstermin von der Stadt um ein Jahr verschoben; geplant war nunmehr, im Sommer 2025 umzuziehen. Die Frankfurter Bildungsdezernentin Sylvia Weber präsentierte einen Umzug in zwei Stufen: erst sollte das ehemalige Behördengebäude an der Seehofstraße für das neue Gymnasium ertüchtigt werden. Wenn das Gymnasium Süd dort eingezogen sei, würde das zweite Gebäude an der Gerbermühlstraße für die Schule hergerichtet. Für das Gesamtprojekt stelle Weber einen Zeitrahmen von sieben oder acht Jahren in Aussicht. Der Bau einer Turnhalle sei für 2028 oder 2030 vorgesehen. Ende 2023 hatten noch keine Umbauarbeiten am neuen Standort begonnen.

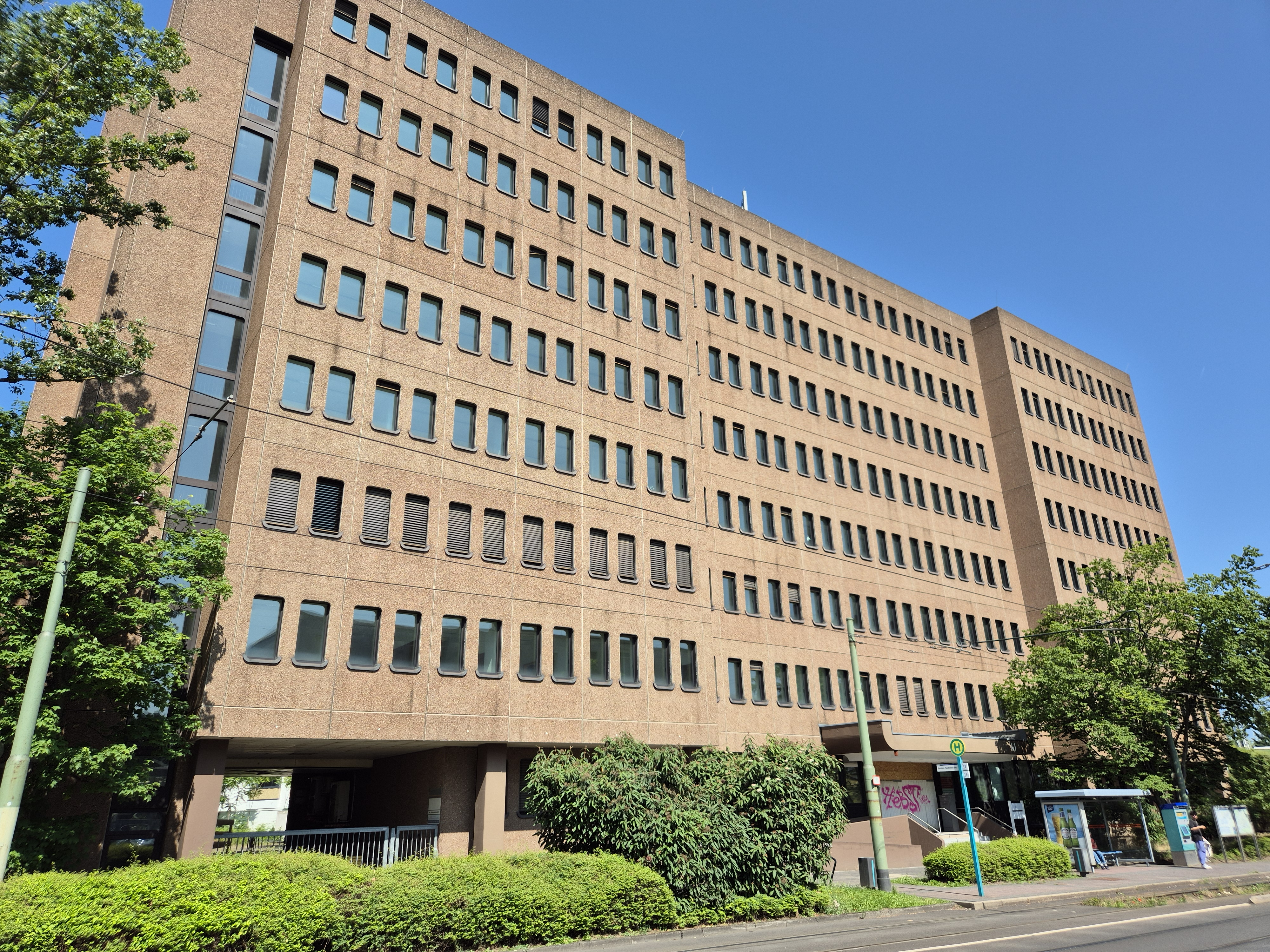
Das ehemalige Behördenzentrum in der Seehofstraße, Juni 2025

Im Frühjahr 2024 wandte sich die Elterninitiative des Gymnasiums mit einem Brief an die Stadtverordneten, um auf die prekäre Situation an der Schule aufmerksam zu machen. Die Eltern kritisierten neben dem immer noch nicht begonnenen Umbau, dass die Stadt noch keinen gültigen Vertrag mit dem Eigentümer des Areals geschlossen hatte. Dezernentin Weber stellte einen Vertragsabschluss im März in Aussicht. Unterdessen teilte die städtische ABG Holding mit, dass der Umzugstermin zum Schuljahresbeginn 2025/26 nicht mehr zu halten sein werde. Bis dahin werde auch kein Provisorium stehen.
Im März 2024 kündigte Schulleiter Thomas Strauch im Frankfurter Schulbau- und Bildungsausschuss an, dass er ab Sommer 2025 keinen regulären Unterricht mehr gewähren könne, sollte sich an der Platzsituation nichts ändern. Der Schulelternbeirat sprach davon, von der Stadt „vertröstet und belogen“ worden zu sein. Dezernentin Weber kündigte ein Provisorium für das Gymnasium Süd an, das nicht auf dem künftigen Gelände der Schule errichtet werde, aber auf jeden Fall im Frankfurter Süden. In diesem Zusammenhang verwies die ABG auf ein gut erschließbares, städtisches Grundstück, auf dem eine Containeranlage aufgebaut werden könne.

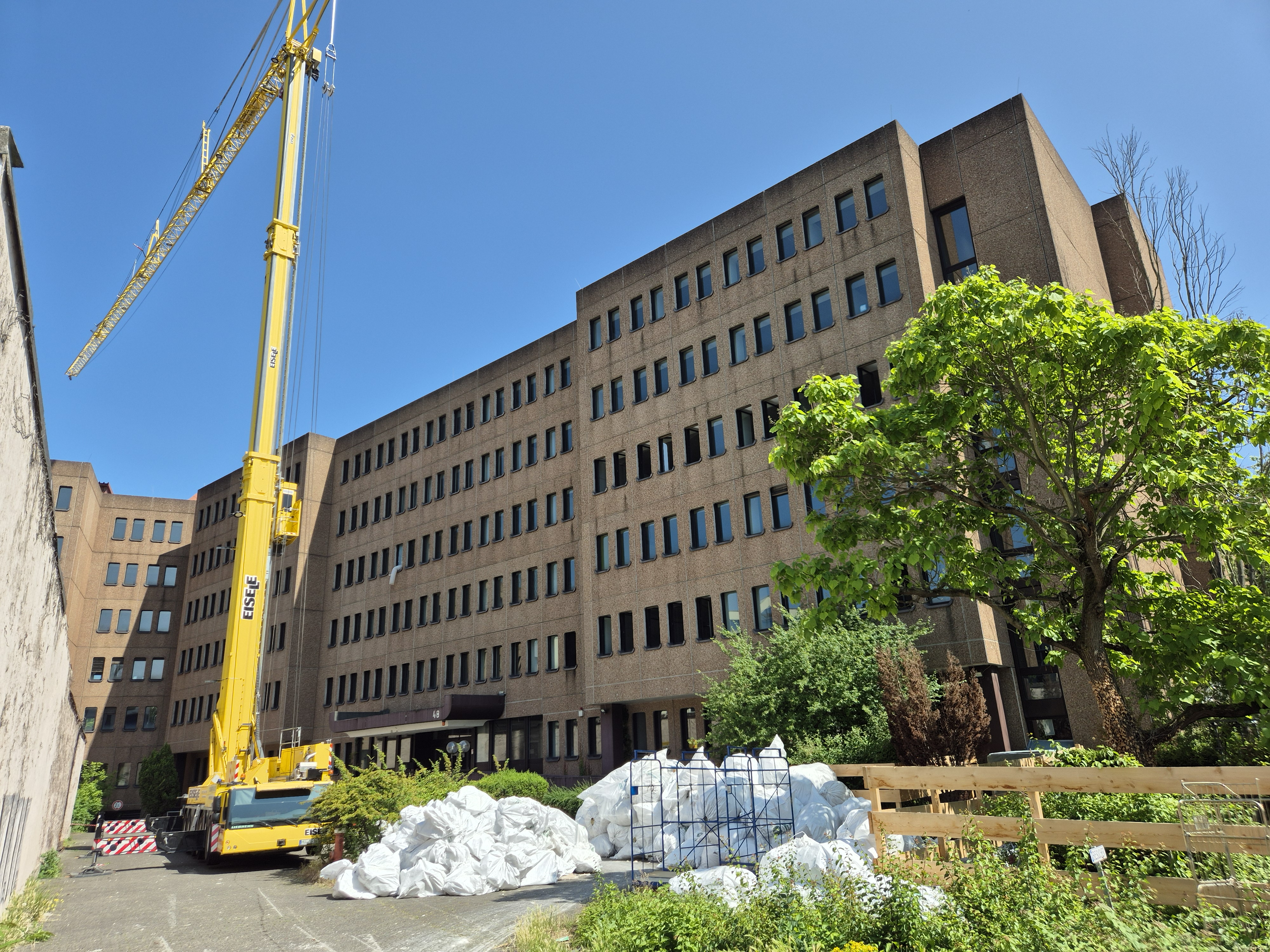
Entkernung des Behördenzentrums an der Gerbermühlstraße, Juni 2025

Das Frankfurter Bildungsdezernat teilte im Juni 2024 mit, dass das Gymnasium Süd vorübergehend auf zwei Standorte aufgeteilt wird. Die Klassenstufen 7 bis 9 sollten demnach in einem Container-Provisorium im Tiroler Park unterrichtet werden. Der Standort sei nicht weit von der Wallschule entfernt, mit öffentlichen Verkehrsmitteln gut zu erreichen und biete großzügige Freiflächen. Weiterer Vorteil sei, dass ein Provisorium am geplanten endgültigen Standort des Gymnasiums Süd entfalle und dort schneller gebaut werden könne. Damit könne die Schule 2028 in das umgebaute Behördenzentrum umziehen. Die Elterninitiative sprach von einer Teilung, die weh tue. Man sei aber bereit, den Weg konstruktiv mitzugehen. Die ABG stellte in Aussicht, mit dem endgültigen Schulgebäude schon Mitte 2027 fertig sein zu können.
Im Sommer 2024 beschloss der Magistrat, den schlechten Zustand vieler Frankfurter Schulen mit einer „Schulbau-Offensive“ in den Griff zu bekommen. Für 228 Bauvorhaben wurde rund eine Milliarde Euro zur Verfügung gestellt. Damit sollten über die nächsten fünf Jahre 9280 zusätzliche Schulplätze geschaffen werden. Als eines der ersten Bauvorhaben nannte die Stadt das Gymnasium Süd.
Um die stetig wachsende Zahl an Schülern auf dem Gelände der ehemaligen Wallschule unterbringen zu können, wurden zusätzliche Container aufgestellt. In den dreigeschossigen Anlagen befinden sich neben Klassenräumen auch die Mensa, die Bibliothek und ein IT-Fachraum. Durch die Container wurde allerdings der Schulhof so klein, dass im Sommer 2024 für einen Ersatz-Hof ein etwa 30 Meter langer Abschnitt der angrenzenden Launitzstraße gesperrt wurde. Im November wurden außerdem Teile des Tiroler Parks gesperrt, um dort den zweiten Standort für das Gymnasium Süd einrichten zu können.
Ende Januar 2025 beschloss der Frankfurter Magistrat, das ehemalige Behördenzentrum am Standort Seehofstraße/Gerbermühlstraße anzukaufen und in eine Schule umzubauen. Konkret erwirbt die Wohnungsbaugesellschaft ABG das Gebäude in Erbpacht, baut es um und verkauft es inklusive des Erbbaurechts für 149 Millionen Euro an die Stadt. Das Revisionsamt kritisierte das Projekt Anfang Februar in einem internen Bericht als extrem unwirtschaftlich – man müsse „von einer der weltweit teuersten Beschaffungen einer Schule dieser Größenordnung ausgehen.“ Für das Gymnasium Süd würden demnach mindestens 470 Millionen Euro fällig: rund 150 Millionen Euro für Sanierungen und Neubau, weitere knapp 300 Millionen Euro müsse die Stadt 99 Jahre lang Erbbauzins zahlen. Hinzu kämen rund 20 Millionen Euro für die provisorischen Standorte. Trotz der Warnung stimmte Ende Februar auch die Frankfurter Stadtverordnetenversammlung für Kauf und Umbau des Behördenzentrums.
In einer gemeinsamen Pressekonferenz bekräftigten Schulleiter Strauch, Bildungsdezernentin Weber und ABG-Geschäftsführer Juncker, dass das Gymnasium Süd im Sommer 2027 an den endgültigen Standort umziehen soll. Dort solle die Schule aus drei Gebäudeteilen mit rund 12.500 Quadratmetern Fläche bestehen. Die Stufen 5 bis 8 würden in zwei fünfstöckigen Gebäuden unterrichtet; anschließend seien die Schülerinnen und Schüler bis zum Abitur in einem sechsstöckigen Bau mit zwei Bibliotheken untergebracht. Bis zu 1.400 Kinder und Jugendliche sollen am Gymnasium Süd unterrichtet werden. Auf dem 8.500 Quadratmeter großen Außengelände würden zwei Sportfelder gebaut und eine zweigeschossige Sporthalle, die abseits des Schulbetriebs auch vom Stadtteil genutzt werden könne. Weber kündigte an, dass im April 2025 mit dem Umbau des früheren Behördenzentrums begonnen werde. Im Rahmen einer energetischen Sanierung werde etwa die bestehende Fassade zurückgebaut und durch eine Vorhangfassade ersetzt.

## Schwerpunkte
Die Schule legt ihre Unterrichtsschwerpunkte auf MINT-Fächer und Bilingualität. In der Unterstufe werden einzelne Unterrichtseinheiten in den Fächern Mathematik und Erdkunde auf Englisch unterrichtet, um den Schülerinnen und Schülern einen ersten Eindruck des biligunalen Unterrichts zu vermitteln. Bei Interesse kann der fremdsprachliche Unterricht dann für die Jahrgangsstufen 7–10 verbindlich gewählt werden. Entscheiden sich die Kinder für den Schwerpunkt MINT (Mathematik, Informatik, Naturwissenschaft, Technik), werden sie in den Stufen 7 und 8 in zwei zusätzlichen Unterrichtsstunden in den entsprechenden Fächern unterrichtet.
Am Gymnasium Süd wird die zweite Fremdsprache ab der 6. Klasse angeboten. Zur Wahl stehen Spanisch, Französisch und Latein.